# Йорг Росскопф
Йорг Росскопф (нім. Jörg Roßkopf, нар. 22 травня 1969) — колишній професійний німецький спортсмен-настільний тенісист. Чемпіон світу 1989 року в парному розряді (у парі зі Штеффеном Фетцнером). Перший німецький спортсмен, що став чемпіоном Європи (1992) і володарем кубка світу (1998) з настільного тенісу в одиночному розряді.

## Кар'єра гравця
На ОI-1992, в парі зі Штеффеном Фетцнером виграє срібну медаль, яка стала для Німеччини першою олімпійською медаллю в настільному тенісі. На ОI-1996 гравець виграв бронзову медаль в одиночному розряді.
Восьмиразовий чемпіон Німеччини в одиночному розряді. До завершення своєї активної професійної кар'єри (квітень 2010 р.) вважався одним з найкращих німецьких гравців в настільний теніс. Йорг Росскопф використовує інвентар фірми «Joola».

## Кар'єра тренера
З 1 серпня 2010 р. є головним тренером чоловічої збірної Німеччини з настільного тенісу.